# Air Kazakhstan
Air Kazakhstan era uma companhia aérea cazaque em Almaty, que mais tarde se tornou sua transportadora nacional após a falência da Kazakhstan Airlines.

## História
A companhia aérea foi criada em 1991 como Kazakhstan Airways, mas mudou para Air Kazakhstan em 10 de março de 1997. Encerrou as operações em 29 de fevereiro de 2004, após acumular pesadas dívidas, e foi declarada falida em abril de 2004 pelo tribunal de Almaty. A companhia aérea foi sucedida pela Air Astana.

## Frota

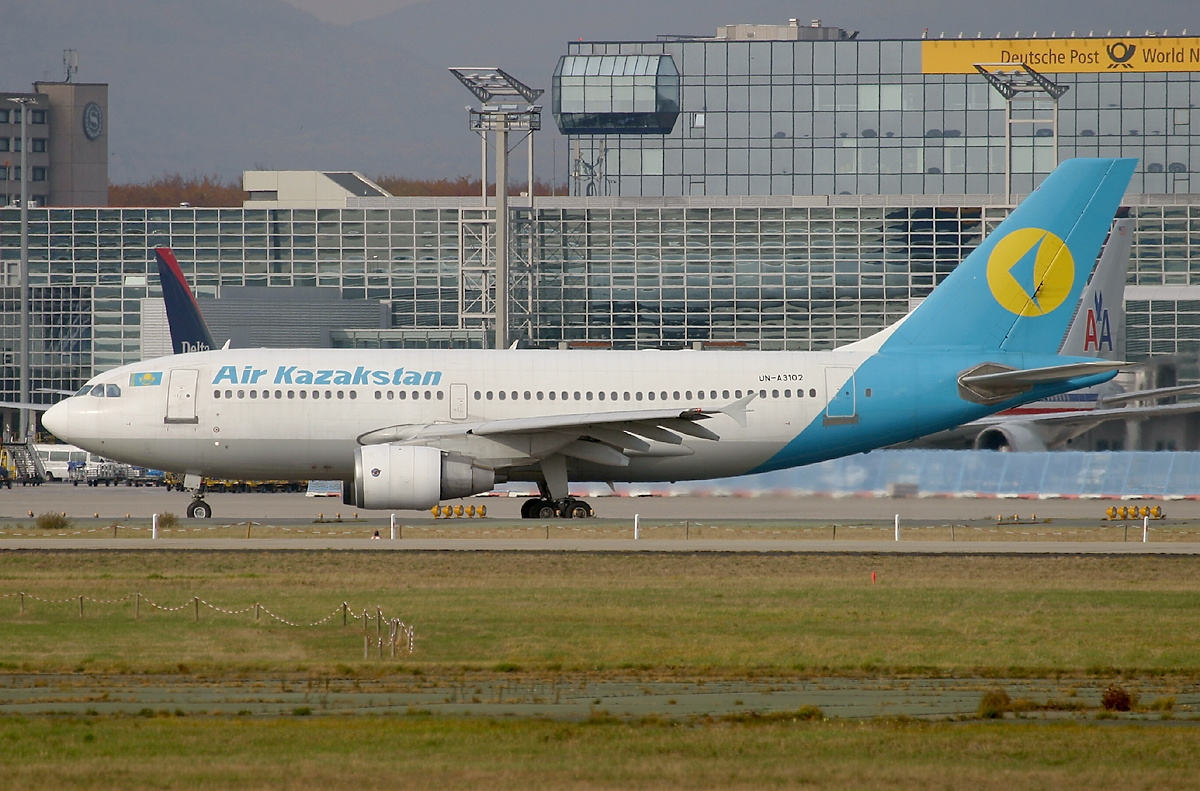
Um Airbus A310-300 da Air Kazakhstan

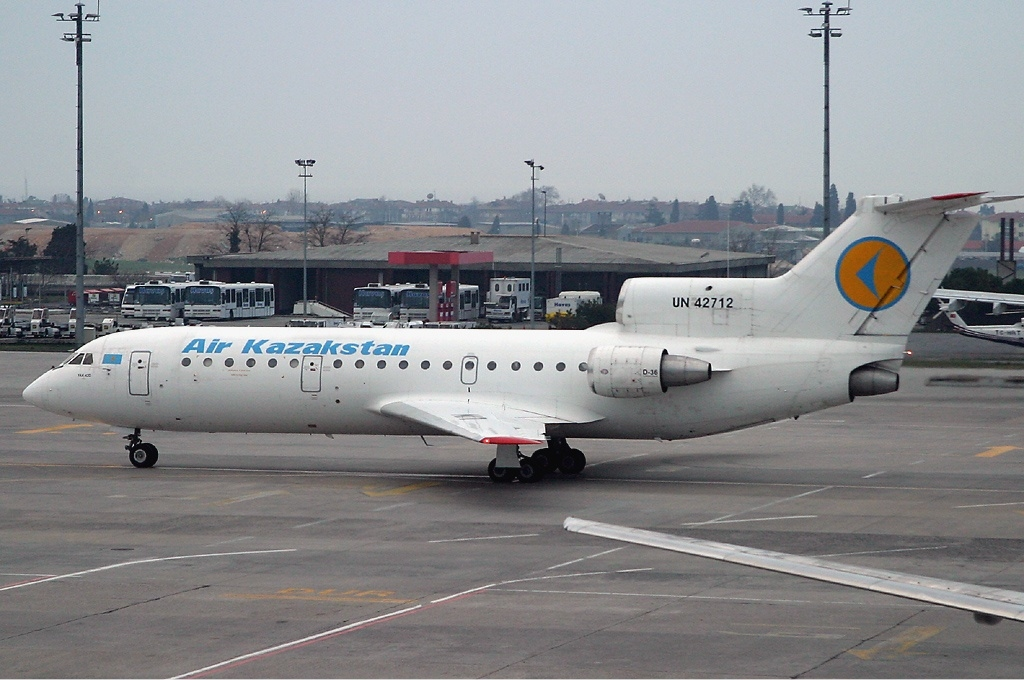
Um Yakovlev Yak-42 da Air Kazakhstan

A frota da Air Kazakhstan consistia nas seguintes aeronaves (Janeiro de 1999):
| Aeronaves       | Em Serviço | Ordens | Passageiros | Notas |
| --------------- | ---------- | ------ | ----------- | ----- |
| Airbus A310-300 | 2          | –      | 105-159     |       |
| Boeing 737-200  | 5          | –      | TBA         |       |
| Total           | 7          | 0      |             |       |